# 2024 en histoire
Cet article présente les faits marquants de l’année 2024 en histoire.

## Évènements
19 Janvier : Premier atterrissage lunaire japonais réussi
16 Février : Décès d'Alexeï Navalny en prison

## Décès
- Jean-Pierre Rioux (1939) un historien français, professeur d’université, homme de presse et de radio.